# Glykosid
I kemi er et glykosid eller glycosid et molekyle, hvor en sukker er bundet til en anden funktionel gruppe via en glykosidbinding. Glykosider spiller en vigtig rolle i levende organismer. Mange planter lagrer kemikalier i form af inaktive glykosider. De kan blive aktiveret af enzym-hydrolyse, der får sukker-delen til at falde af, hvilket gør stoffet klar til brug. Mange af den slags planteglykosider bruger i lægemidler. Adskillige arter af heliconius-sommerfugle er i stand til at inkorporere disse plantestoffer som en form for kemisk forsvar mod rovdyr. I dyr og mennesker bliver giftStoffer ofte bundet til sukkermolekyler som en del af kroppens eliminering og nedbrydning af stoffet.